# Ashikaga
Ashikaga (足利市?, Ashikaga-shi) è una città giapponese della prefettura di Tochigi. La città venne fondata il 1º gennaio 1921.
La città è celebre per il Parco floreale di Ashikaga, contenente numerose specie di glicine.

## Amministrazione

### Gemellaggi
Ashikaga è gemellata con:
- Springfield - Illinois, USA
- Jining - Cina